# Rollainville
Rollainville korábbi [[Franciaország községei|község] Franciaországban, Vosges megyében. Lakosainak száma 306 fő (2022. január 1.). Rollainville Barville, Certilleux, Neufchâteau, Rebeuville, Rouvres-la-Chétive, Soulosse-sous-Saint-Élophe és Vouxey községekkel határos.
2025. január 1-jén a korábbi Neufchâteau községgel egyesült és az így létrejött Neufchâteau új község része lett.

## Népesség
A település népessége az elmúlt években az alábbi módon változott:
| Lakosok száma | 311  | 305  | 314  | 306  | 306  | 315  | 315  | 314  | 306  |
|               | 2013 | 2015 | 2016 | 2017 | 2018 | 2019 | 2020 | 2021 | 2022 |